# نزار عبد الزهرة
نزار عبد الزهرة خلف المعروف بلقب مارادونا الميناء (1 يوليو 1961 في البصرة، العراق - 15 مايو 2006 في المعقل، العراق) لاعب ومدرب كرة قدم عراقي راحل. قضى معظم مسيرته في نادي الميناء.

## اللعب للميناء
بدأ نزار اللعب في الأحياء الشعبية لمنطقة العشار في البصرة وبعد أن شاهده المدرب جميل حنون قرر اختياره للعب في نادي الميناء في عام 1980 وظل يلعب لفريقه حتى اعتزل اللعب في عام 1993.

## ممارسة التدريب
بعد تقاعد نزار قرر ممارسة التدريب كمساعد مدرب برفقة المدرب جليل حنون حيث قادا فريق الميناء تحت 16 سنة وحققا نتائج جيدة.

## العمل الإداري
مع التغيير الذي حصل بعد غزو العراق والإطاحة بصدام حسين في عام 2003 فإن عدد من اللاعبين القدامي لفريق الميناء اجتمعوا وقرروا أن يستعيد الفريق مركزه الطبيعي بين نخبة الأندية العراقية وتم تعيين نزار المشرف الإداري للفريق وخلال تلك الفترة فاز الفريق بالمركز الثاني في دوري موسم 2004-05 والتأهل للعب في دوري أبطال آسيا.

## الاغتيال
في يوم الاثنين الموافق 15 مايو 2006 كان نزار خارج من نادي الميناء بعد انتهاء تدريب الفريق وفي الساعة 18:00 وهو يستعد للسفر مع الفريق إلى الكويت حيث تجري مباراة الميناء والهلال السعودي ضمن دوري أبطال آسيا 2006 تم اغتياله على يد مسلحين مجهولين يستقلون سيارة مازدا بيضاء ضمن حملة مشبوهة لقتل الرياضيين في العراق.

## الأحداث الرياضية على شرف اللاعب الراحل
في 15 مايو 2007 احتفل نادي الميناء بالذكرى السنوية الأولى لوفاة نزار بإقامة مباراة ودية بين اللاعبين البارزين للنادي. في 3 مارس 2013 أقامت مؤسسة الشهيد الحكيم للشباب والرياضة وبالتعاون مع مقاطعة البصرة للشباب والرياضة بطولة رياضية لكرة القدم نيابة عن اللاعبين نزار عبد الزهرة وعلي الديوان وكانت المباراة الأولى بين رواد فريق الزوراء بقيادة فلاح حسن ورواد فريق الميناء بقيادة جليل حنون حيث شارك 36 فريقا في هذه البطولة.